# Clyde Blair
Clyde Amel Blair (Fort Scott, 16 settembre 1881 – Santa Barbara, 3 settembre 1953) è stato un velocista statunitense.
Blair partecipò alle gare di 60 metri, 100 metri e 400 metri ai Giochi olimpici di Saint Louis 1904. Il miglior risultato che riuscì ad ottenere fu il quarto posto nei 60 metri piani.